# Cảng biển Việt Nam
Cảng biển Việt Nam được quản lý bởi Cục Hàng hải Việt Nam thuộc Bộ Giao thông Vận tải trong khi các Cảng sông Việt Nam được quản lý bởi Cục Đường thủy nội địa Việt Nam, cùng thuộc Bộ Giao thông Vận tải. Theo Quy hoạch tổng thể phát triển hệ thống cảng biển Việt Nam thời kỳ 2021-2030, tầm nhìn đến năm 2050 thì Việt Nam có tổng số 36 cảng biển được đặt theo tên cấp tỉnh tương ứng, trong đó 2 cảng biển đặc biệt, 15 cảng biển loại I, 6 cảng biển loại II, 13 cảng biển loại III.

## Danh sách
Hệ thống cảng biển Việt Nam gồm 36 cảng tại 36 tỉnh thành, trong đó có 28 tỉnh thành giáp biển và 8 tỉnh thành không giáp biển.
- 28 tỉnh thành giáp biển gồm: Quảng Ninh, Hải Phòng, Thái Bình, Nam Định, Ninh Bình, Thanh Hóa, Nghệ An,  Hà Tĩnh, Quảng Bình, Quảng Trị, Thừa Thiên Huế, Đà Nẵng, Quảng Nam, Quảng Ngãi, Bình Định, Phú Yên, Khánh Hòa, Ninh Thuận, Bình Thuận, Bà Rịa – Vũng Tàu, Thành phố Hồ Chí Minh, Tiền Giang, Bến Tre, Trà Vinh, Sóc Trăng, Bạc Liêu, Cà Mau và Kiên Giang.
- 8 tỉnh thành không giáp biển nhưng có cảng biển đều thuộc vùng Nam Bộ gồm: Đồng Nai, Bình Dương, Long An, Vĩnh Long, Cần Thơ, Đồng Tháp, An Giang và Hậu Giang.

- Cảng biển đặc biệt (2 cảng biển): Cảng biển Hải Phòng và cảng biển Bà Rịa - Vũng Tàu.
- Cảng biển loại I (15 cảng biển): Cảng biển Quảng Ninh, cảng biển Thanh Hóa, cảng biển Nghệ An, cảng biển Hà Tĩnh, cảng biển Thừa Thiên Huế, cảng biển Đà Nẵng, cảng biển Quảng Nam, cảng biển Quảng Ngãi, cảng biển Bình Định, cảng biển Khánh Hòa, cảng biển Thành phố Hồ Chí Minh, cảng biển Đồng Nai, cảng biển Cần Thơ, cảng biển Long An, cảng biển Trà Vinh.
- Cảng biển loại II (6 cảng biển): Cảng biển Quảng Bình, cảng biển Quảng Trị, cảng biển Ninh Thuận, cảng biển Bình Thuận, cảng biển Hậu Giang, cảng biển Đồng Tháp.
- Cảng biển loại III (13 cảng biển): Cảng biển Thái Bình, cảng biển Nam Định, cảng biển Ninh Bình, cảng biển Phú Yên, cảng biển Bình Dương, cảng biển Vĩnh Long, cảng biển Tiền Giang, cảng biển Bến Tre, cảng biển Sóc Trăng, cảng biển An Giang, cảng biển Kiên Giang, cảng biển Bạc Liêu, cảng biển Cà Mau.

## Danh sách cảng quốc tế

### Cảng quốc tế đường biển
- Lưu ý : StarCruises chính thức khởi hành chuyến đầu tiên ngày 13.6.2025 từ TP Hồ Chí Minh đến Singapore.

| Stt | Tên Cảng Việt Nam | Tên Cảng Nước ngoài                  | Tỉnh              | Tới quốc gia | Khu kinh tế             |
| --- | ----------------- | ------------------------------------ | ----------------- | ------------ | ----------------------- |
| 1   | Cảng Phú Mỹ       | Cảng Harbourfront Terminal Singapore | Bà Rịa - Vũng Tàu | Singapore    | Khu Kinh tế Cảng Phú Mỹ |

1. ↑  Quyết định số 1579/QĐ-TTg ngày 22/9/2021 Phê duyệt Quy hoạch tổng thể phát triển hệ thống cảng biển Việt Nam thời kỳ 2021-2030, tầm nhìn đến năm 2050